# AIK Ishockey
AIK Ishockey är ishockeysektionen inom idrottsklubben AIK vars lag är baserat i Solna. Allmänna Idrottsklubben bildades på Norrmalm i centrala Stockholm år 1891 men hockeysektionen kom till år 1921. AIK spelar sedan säsongen 2014/2015 i Hockeyallsvenskan. Hemmamatcherna spelas på Hovet, som tar 8 094 åskådare. 
AIK har spelat SM-final vid tolv tillfällen, och tagit sju SM-guld. Senaste gången klubben tog sig till final var säsongen 1983/1984, vilken vanns mot ärkerivalen Djurgårdens IF med 3–0 i matcher.

## Historia

### Tiden före den moderna Elitserien (1921–1975)
Ishockeysektionen bildades 1921 och AIK började med att spela en så kallad träningsserie år 1921/22 som vanns före Nacka SK. Även lokalrivalen Hammarby IF deltog i serien, som slutade fyra. 1922/23 lades ishockeyn ner men togs upp igen 1924/25. AIK gjorde debut i Elitserien 1930/31 och slutade femma (trea från slutet), vilket bland annat var före Djurgården. Denna elitserie hade dock ingen SM-status, istället fanns det en så kallad SM-turnering. I den åkte AIK ut i semifinalen mot Södertälje SK (som också vann Elitserien). Följande år vann de Elitserien men lyckades inte gå längre än till en ytterligare semifinalförlust mot Södertälje.

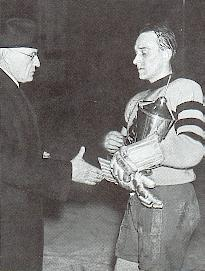
AIK:s Axel "Acke" Nilsson erhåller Le Mat-pokalen efter lagets seger i SM-finalen mot Hammarby IF 1938.

1933/34 tog AIK sitt första SM-guld någonsin efter en finalseger över Hammarby IF. AIK hade tidigare i SM-turneringen slagit ut bland annat Djurgårdens IF och vann SM-finalen med 1–0. Hammarby vann dock Elitserien precis före AIK. Detta var början på AIK ishockeysektions första storhetstid och även säsongen efter upprepades saken med att AIK vann SM-guld efter att ha vunnit mot Hammarby igen, med 2–1 efter förlängning i finalen, och blev tvåa i Elitserien efter Hammarby. Även finalen 1935/36 spelades mot Hammarby, men den gången slutade den första finalen 1–1 efter förlängning. Det blev då ett omspel som Hammarby vann med 5–1, men AIK vann dock Svenska serien (som hade ersatt Elitserien) före Södertälje SK och Södertälje IF. Säsongen 1937/38 tog AIK det tredje SM-guldet på fem säsonger efter en finalseger med 2–0 återigen mot Hammarby. AIK vann även Svenska Serien före Hammarby. Säsongen 1939/40 var AIK i ytterligare en SM-final, som denna gång spelades mot IK Göta och slutade med en 4–1-vinst för Göta. Därefter följde fyra år utan någon speciell framgång för AIK, innan klubben 1944/45 kom tvåa och spelade SM-final igen, denna gång mot Södertälje SK som segrade. Därefter följde ytterligare guld för AIK:s del 1945/46 och 1946/47 samt en finalplats 1949, innan storhetstiden var över för denna gång.

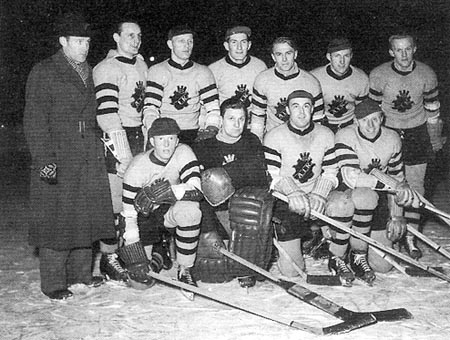
AIK svenska mästare, 1947

Under 1950-talet uteblev framgångarna för AIK – som bland annat åkte ur den högsta serien Division I och hamnade i Division II säsongerna 1953/54, mellan 1955/56 och 1957/58, 1959/60. Därefter höll sig laget kvar i den högsta serien från 1960/61 till och med mitten av 1980-talet. I slutspelssammanhang under denna tid kom AIK som längst till kvartsfinal 1965/66, och som sämst hamnade laget i en så kallad nedflyttningsserie men höll sig kvar.

### 1976–2002
AIK tog sig till final för första gången sedan 1949 säsongen 1977/78 och fick möta Skellefteå AIK efter att ha slutat trea av tio lag i grundserien.. I semifinalen bäst av tre matcher mot Brynäs IF vann AIK mötet hemma med 8–0 inför 9 155 åskådare, och den avgörande matchen spelades på neutral plan i Scandinavium i Göteborg som AIK vann med 3–2. I finalen mot Skellefteå AIK (som vunnit över Modo AIK med 2–0 i matcher i semifinalen) vann AIK den första matchen på Hovet inför 9 227 åskådare, innan Skellefteå vann de två återstående och blev således svensk mästare.
De två efterföljande säsongerna missade AIK slutspel, efter att ha slutat åtta respektive femma. Däremot gick AIK till slutspel i Elitserien 1980/81 efter att ha slutat tvåa. I semifinalen mot fyran Västra Frölunda IF vann AIK med 2–0 i matcher (6–3 och 5–1). I finalen bäst av fem matcher mot Färjestads BK förlorade AIK tre matcher i rad (0–5, 3–5, 1–5) efter förlängningsvinst i det första mötet med 2–1. Säsongen 1981/82 kom AIK trea i grundserien, och fick spela mot ettan Färjestad i semifinal. AIK stod slutligen som segrare efter 5–4 borta och 4–0 hemma (inför 9 486 åskådare på Hovet). Finalen mot grundserietvåan IF Björklöven gick till en femte och avgörande match i Scandinavium efter slutresultaten 0–2, 3–2, 4–3 och 2–4 för AIK – som med en 3–2-seger till slut blev svensk mästare för första gången på nästan fyra decennier.
Säsongen 1982/83 spelade alla de tre stora Stockholmslagen Hammarby, Djurgården och AIK tillsammans i Elitserien för första gången sedan bildandet av den nya Elitserien. AIK kom trea i grundserien och ställdes mot Färjestad i slutspelet igen, men denna gång förlorade AIK med 2–1 i matcher (3–7, 7–5 och 3–8). Säsongen 1983/84 kom AIK att vinna det sista guldet för deras del på 1900-talet, efter grundserieseger och 2–1-seger (3–5, 4–3 och slutligen 11–1 inför 9 791 åskådare på Hovet) i semifinal mot Södertälje samt med 3–0 (5–2, 2–0 och 4–1) i finalen mot Djurgården.
Säsongen 1984/85 missade AIK slutspelet efter att ha kommit åtta (endast de fyra bästa gick till slutspel). Säsongen därpå, slutade med att AIK degraderades, efter att med blott 21 poäng totalt ha kommit sist (med elva poäng under Modo AIK på näst sista plats). AIK gick dock upp direkt till Elitserien igen efter att ha vunnit sin Division I-serie före Hammarby och senare Allsvenskan före Örebro IK.
Som nykomling lyckades AIK redan 1987/88 nå slutspel, där kvartsfinalspel införts i bäst av tre matcher; AIK mötte serieettan Djurgården och skrällde med en 2–1-seger i matcher. I semifinalen tog det stopp mot blivande mästaren Färjestad med 0–2 i matcher. Även säsongen (1988/89) gick AIK till kvartsfinal, åter mot Djurgården men förlust med 0–2 i matcher. AIK nådde slutspel säsongen 1989/90. 
Säsongen 1990/91 kom AIK nia och missade slutspelet – detta trots att AIK värvat Börje Salming inför säsongen. Säsongen 1991/92 slutade AIK sjua i grundserien och fick möta Malmö IF i kvartsfinalerna men förlorade matchserien med 2–1 i matcher. 
Säsongen 1992/93 flyttades AIK ner till Allsvenskan efter att ha kommit sist i grundserien. Allsvenskan var dock som en sorts fortsättningsserie för de två sämsta i Elitserien och de bästa i Division I-serierna. AIK kom fyra och gick till playoff 3 och fick möta Hammarby i bäst av tre matcher där AIK förlorade direkt med 4–5 respektive 4–6 och degraderades.
I Division I 1993/94 vann AIK den östra gruppen och gick tillsammans med Huddinge IK till Allsvenskan 1993/94. I Allsvenskan kom AIK trea, efter Färjestads BK och Bodens IK och gick därmed ytterligare en gång till playoff 3. I playoff-spelet fick AIK möta Skellefteå AIK och vann med 2–1 i matcher (5–2, 1–4 och 5–1). Därmed gick AIK vidare till Kvalserien. AIK vann Kvalserien före Boden på samma poäng fast med bättre målskillnad. Den sista matchen spelades i Globen mellan AIK och Boden som AIK vann med 3–0 inför 11 111 åskådare.
Tillbaka i Elitserien lyckades AIK inte nå slutspelet 1994/95. AIK missade även slutspelet säsongen 1995/96.
Säsongen 1996/97 kom AIK femma i grundserien och ställdes mot Djurgården i kvartsfinalserien i bäst av fem matcher; AIK vann med 3–1 (3–5, 6–3, 3–2 och 3–2), innan det tog stopp mot Luleå HF i semifinalen med 0–3 i matcher. 1997/98 tvingades AIK till spel i Kvalserien efter att ha kommit näst sist i grundserien. AIK vann serien efter att ha vunnit de fem inledande omgångarna och fick spela kvar i Elitserien säsongen efter. AIK missade även slutspel 1998/99, och likaså 1999/2000.
Säsongen 2000/2001 nådde AIK slutspel efter en sjundeplats och fick spela mot Djurgårdens IF i kvartsfinalserien som AIK förlorade med 1–4 i matcher. 2001/02 slutade AIK på näst sista (elfte) plats och fick spela i kvalserien, som kom att leda till en degradering till Allsvenskan.

### 2002–2010
AIK inledde sin sejour i den näst högsta serien med 28 matcher i Allsvenskan Norra och kom till slut fyra. De fyra högst placerade lagen gick vidare till Superallsvenskan i ishockey, som bestod av åtta lag (fyra från norra och fyra från södra). AIK hamnade på en sjätte plats och gick vidare till playoff-spel; i den första omgången mot IF Sundsvall Hockey vann AIK med 2–0 i matcher, och likaså mot Björklöven i den andra. I Kvalserien slutade AIK fyra och var därmed fortsatt en allsvensk klubb. 2003/2004 kom AIK återigen fyra i Allsvenskan Norra. I Superallsvenskan kom laget femma och nådde åter Kvalserien, efter vinster med 2–0 respektive 2–1 i matcher mot IK Nyköping Hockey respektive Bofors IK i playoff, men slutade näst sist i Kvalserien.
Inför säsongen 2004/2005 förlorade AIK sin elitlicens för spel i Allsvenskan och tvångsnedflyttades till Division 1. Laget med sin huvudtränare Bobo Simensen vann sin division 1-serie och vann sedan även den södra kvalserien till Allsvenskan. Under kvalserien spelade Mattias Norström och Georges Laraque, från NHL, med laget.

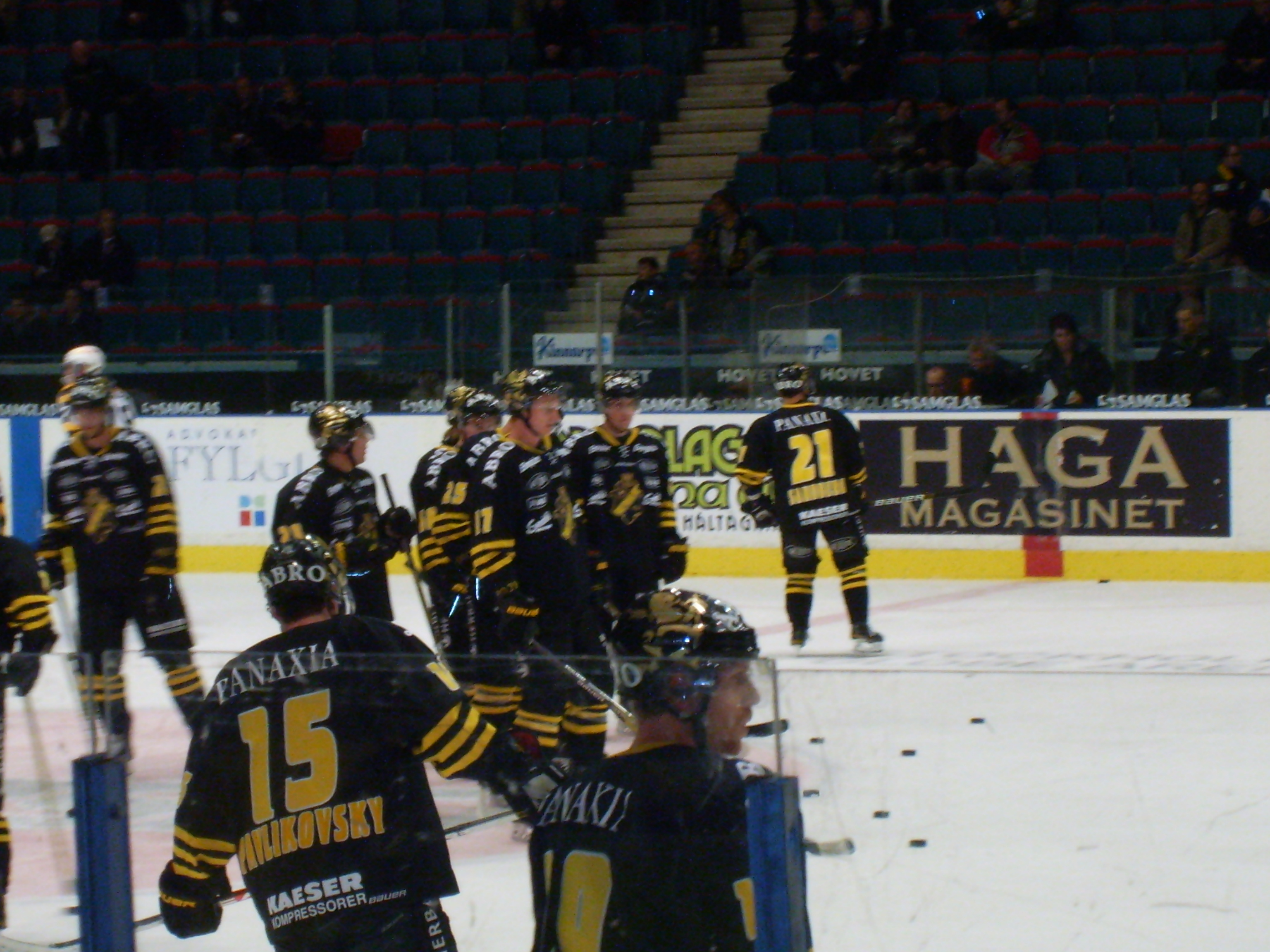
Spelare under uppvärmning 2010.

Säsongen 2005/2006, tillbaka i Allsvenskan, kom laget sexa vilket innebar en missad plats till Kvalserien. Säsongen 2006/07 kom laget till slut på nionde plats, vilket endast var fyra poäng från playoff-spel eftersom denna säsong gick lag 4–7 till playoff (och lag 1–3 till Kvalserien). Säsongen 2007/2008 inleddes med att huvudtränaren Daniel Broberg fick sparken efter säsongens andra raka förlust mot Hammarby. Sportchefen och assisterande tränaren Anders Gozzi blev ny huvudtränare och Rikard Franzén blev assisterande tränare efter samråd med spelarna. AIK slutade tia och missade därmed playoff igen.
Inför säsongen 2008/09 storsatsade AIK för att nå Elitserien igen. AIK började med att rekrytera Roger Melin som tränare (med flera år i Elitserien och även svenska landslaget bakom sig). Störst uppmärksamhet i media av nytillskotten i truppen fick Dick Tärnström som lämnade spel i Columbus Blue Jackets National Hockey League för AIK. Dagen efter meddelade AIK att målvakten Christopher Heino-Lindberg lämnade Elitserien och Färjestad för Allsvenskan och AIK och tidigare hade AIK hunnit värva Per Savilahti-Nagander från Luleå HF. Laget slutade på en andra plats, 7 poäng efter Leksands IF, och nådde således kvalserien till Elitserien för första gången på fem år. Laget slutade den här gången på en tredje plats, 3 poäng efter tvåan Rögle BK.
Säsongen 2009/2010 kom AIK tvåa i grundserien på 104 poäng (3 poäng efter Leksand). Inför den sista omgången av Kvalserien 2010 hade AIK avgörandet om uppflyttning till Elitserien i egna händer, och efter vinst mot Växjö med 2–0 den 11 april var AIK tillbaka i Elitserien.

### 2010–2020

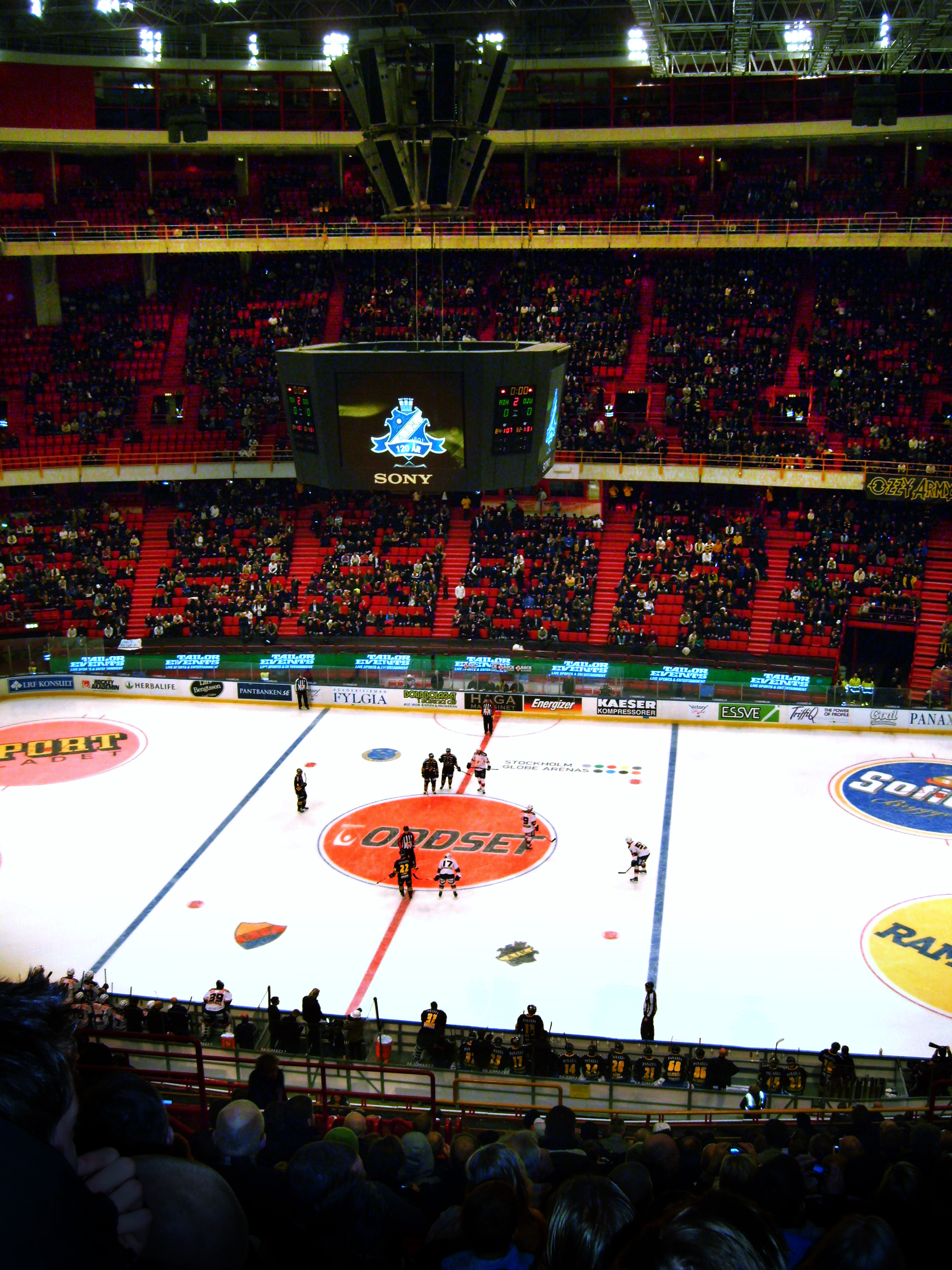
Match mellan AIK och Djurgården Hockey.

Inför Elitseriesäsongen 2010/11 tvingades totalt nio spelare lämna AIK:s A-lag: Fredrik Holmgren, Jonatan Bjurö, Jonas Westerling, Per Savilahti-Nagander, Johan Ryno, Henrik Eriksson, Andreas Jungbeck, Lucas Lawson och Patrik Bergström.. Åtta nyförvärv tillkom: Josh Macnevin, Patric Blomdahl, Johan Andersson, Daniel Rudslätt, Oscar Steen, Viktor Fasth, Gunnar Persson och Peter Nolander. Forwardarna Rudslätt och Steen, målvakten Viktor Fasth och den assisterande tränaren Gunnar Persson blev mest uppmärksammade i massmedia. Som nykomling tog AIK den sista slutspelsplatsen efter vinst med 3–2 hemma på Hovet mot Modo Hockey i den sista omgången där serien var så pass jämn att fyra lag hade chans till slutspel och fem lag slogs för att inte hamna i Kvalserien. I kvartsfinalen slog AIK till experternas förvåning ut seriesegraren och regerande svenska mästaren HV71 med 4–0 i matcher, men i semifinalen tog det stopp med 0–4 i matcher mot Färjestads BK som senare tog guldet. Melin fick priset som Årets coach och Fasth Honkens trofé och Guldpucken.
Säsongen 2011/12 slutade AIK på sjunde plats och gick till kvartsfinal. Richard Gynge gjorde flest mål (28) av alla i grundserien och fick därmed Håkan Loob Trophy. I kvarten vann AIK åter över seriesegraren, Luleå HF, denna gång med 4–1 i matcher. Semifinalen mot Skellefteå AIK gick till en sjunde och direkt avgörande match i Skellefteå; Skellefteå vann med 4–3 i matcher. Säsongen 2012/13 slutade klubben på nionde plats och missade slutspelet efter att ha förlorat mot Brynäs IF i omgång 54 med slutresultatet 0–1. 
Säsongen 2013/14 bytte Elitserien namn till SHL (Svenska Hockeyligan), där AIK kom att degraderas till Hockeyallsvenskan efter att ha kommit näst sist i kvalserien. Den 14 november 2014 meddelade AIK att tränarduon Thomas Fröberg och Peter Gradin får tillsammans med sportchefen Daniel Rudslätt lämna sina uppdrag i klubben. Som huvudtränare tog AIK in Peter Nordström, med David Engblom och Stefan Persson som assisterande. Detta hjälpte föga då klubben slutade på trettonde plats i Hockeyallsvenskan 2014/2015, men höll sig kvar via kvalspel till Hockeyallsvenskan 2015/2016 där laget slutade på första plats. Inför Hockeyallsvenskan 2015/2016 var Roger Melin tillbaka som coach, och skapade åter framgång i klubben genom en förstaplats i grundserien. AIK fick möta tvåan Tingsryds AIF i en final i bäst av fem matcher, som vanns av AIK efter att den sista matchen avgjorts i förlängning. I Direktkval till Svenska Hockeyligan 2016 mötte AIK slutligen Karlskrona HK där man förlorade med 4–1 i matcher och missade chansen att gå upp till SHL. 

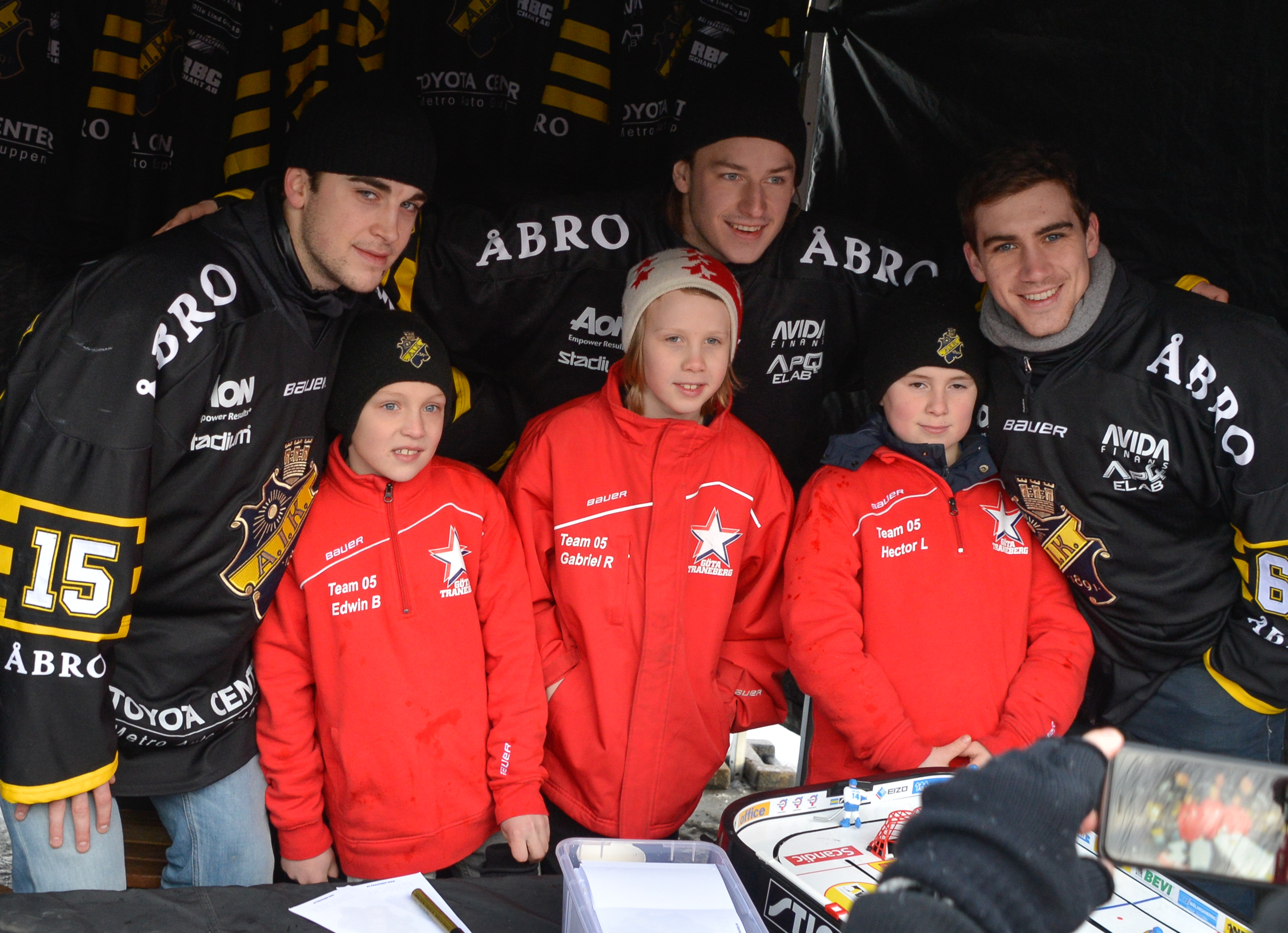
Jonathan Andersson (15), Marcus Jonsson (13), Ryan McKiernan (64) under Hockeyns Dag i Kungsträdgården i Stockholm den 7 februari 2015.

Inför säsongen 2016/17 kom Patrik Klüft in som assisterande tränare den 9 maj. Den 20 oktober lämnade dock Klüft AIK. Aftonbladet hade tidigare under säsongen meddelat att Roger Melin kommer lämna klubben efter säsongen, och den 23 februari 2017 bekräftade Melin det. AIK tog sig till slutspelsserien, och vann denna på målskillnad med samma poäng som Västerviks IK. I playoff till Direktkval till Svenska Hockeyligan 2017 mötte AIK BIK Karlskoga i bäst av tre matcher. Efter en 4–1-seger vardera fick detta avgöras i Nobelhallen, där AIK länge låg under med 2–0 men gjorde två mål på 37 sekunder. I förlängningen avgjorde Karlskoga efter 6:59 in i den femte perioden.
Inför säsongen 2017/18 återvände backarna Eric Norin till AIK efter ett år i Almtuna IS och Filip Windlert efter en sejour i IK Pantern. AIK värvade även Henrik Marklund från Division 1-klubben Asplöven HC. Samtidigt lämnade backen Jonathan Andersson för Örebro Hockey, Tomas Mitell utsågs till ny huvudtränare. AIK slutade trea i grundserien, men gick inte vidare från Slutspelsserien där de kom fyra. Säsongen 2018/19 vann AIK Hockeyallsvenskan och tog totalt 109 poäng, vilket tangerade det tidigare poängrekordet i Hockeyallsvenskan. AIK förlorade den Hockeyallsvenska finalen mot IK Oskarshamn med 2–3 i matcher och mötte därefter Leksands IF som vunnit Slutspelsserien. AIK förlorade matchserien med 2–0 och var därmed färdigspelade för säsongen. Till säsongen 2019/2020 byggde AIK om från grunden och Jussi Salo blev ny huvudtränare. Salo sparkades efter att AIK blivit ett bottenlag och Bobo Simensen tog över, men misslyckades också. Inför säsongens slutskede valde AIK att sparka Bobo Simensen och veteranen Roger Melin tog över. AIK klarade kontraktet för att kvalserien blev inställd på grund av Coronapandemin.

### 2020-talet
Inför säsongen 2020/2021 anlitade AIK Håkan Åhlund som ny huvudtränare och Anton Blomqvist som ny assisterande tränare. Men mitt under säsongen tvingades Åhlund ta tjänstledigt och då blev Anton Blomqvist tillfällig huvudtränare men efter goda resultat valde AIK och Håkan Åhlund att gå skilda vägar och Blomqvist fortsatte som huvudtränare. AIK kom till slut nia och spelade åttondelsfinal mot Tingsryds AIF där man vann med 2–0 i matcher. I kvartsfinalen mot Timrå IK förlorade AIK med 3–1 i matcher. Efter säsongen valde Anders Gozzi att sluta som sportchef för AIK. Christoffer Malm blev ny sportchef för AIK inför säsongen 2021/2022. Anton Blomqvist fortsatte som tränare för AIK och fick sällskap av Mikael Sundell som assisterande tränare. Säsongen blev upp och ner men till slut hamnade AIK på nionde plats och fick spela åttondelsfinal mot Västerviks IK där man förlorade med 2–0 i matcher. 
Inför säsongen 2022/2023 valde AIK att bygga om stommen i laget med fokus på offensiven. Den nya assisterande tränaren blev Martin Dendis som tidigare varit huvudtränare för AIK Hockeys J20-lag. AIK fick en tung säsongsstart trots att man vann första matchen borta mot Modo Hockey. Bortaspelet var under hela höstsäsongen riktigt dåligt och inför det nya året 2023 hade AIK noll vinster efter ordinarie tid på bortaplan och man låg farligt nära kvalstrecket. Försvarsspelet hade strulat hela höstsäsongen men anfallsspelet hade man fått till väldigt bra. Men efter derbysegern mot Djurgården med 2–1 så vände seglet och man vann sin första bortamatch efter ordinarie tid mot Kristianstads IK med 0–3. Den 27 februari 2023 meddelade AIK Hockey att sportchefen Christoffer Malm kommer att lämna sitt uppdrag efter säsongen 2022/2023. AIK lyckades inte uppfylla förväntningarna då man slutade på en 10:e placering i grundserien och fick spela åttondelsfinal mot Almtuna. Man lyckades vinna mot Almtuna med 0–2 i matcher och gick därmed vidare till kvartsfinal där man fick spela mot Modo. AIK stod upp bra mot Modo under matchserien och lyckades få det till en sjätte match, men där man förlorade måstematchen och Modo vann matchserien med 4–2 i matcher – därefter var säsongen över för AIK.  
AIK presenterade den 3 april 2023 att Niklas Persson blir ny sportchef. Daniel Rudslätts son Rasmus Rudslätt skrev A-lagskontrakt med AIK och även Daniel Good Boog klev upp från ungdomsleden upp till A-laget. På grund av personliga skäl tvingades den unga assisterande tränaren Martin Dendis att lämna AIK och flytta hem till Slovakien. AIK värvade in tre poängstarka kanadensiska forwards, närmare bestämt Kristoff Kontos, Branden Troock och Gerry Fitzgerald. Den 29 maj 2023 presenterades Fredrik Stillman som ny assisterande tränare för AIK. Den meriterade tränare kommer senast från HV71 där han fick sparken den 30 januari 2023, och har medaljer så som tre SM-guld som tränare för HV71. AIK stärkte målvaktssidan med den NHL-meriterade målvakten, Antoine Bibeau som kommer senast från spel i Belleville Senators i AHL. Den 30 juli 2023 meddelade AIK att trotjänaren och AIK-ikonen Christian Sandberg lämnar klubben efter totalt 23 år. Till ny lagkapten efter honom utsågs Richard Gynge. Assisterande kaptener utsågs till Filip Windlert, Mathew Maione och Gerry Fitzgerald. Sportchefen, Niklas Persson gick ut och bekräftade att målsättningen denna säsong var att sluta topp fyra i HockeyAllsvenskan. De första tio matcherna resulterade i endast 11 tagna poäng, men efter derbyförlusten mot Djurgården med 3–1 tog fem raka segrar med målskillnaden 25–6. AIK låg på tredje plats med 28 insamlade poäng innan uppehållet. I AIK:s storseger hemma mot Västervik gjorde Richard Gynge hela fyra mål, vilket han tangerade ett rekord i HockeyAllsvenskan i flest mål i en och samma match. Även så gjorde Gynge sitt 100:e mål i den svartgula tröjan i och med sina fyra mål. 
Efter skadeproblem på både försvar och anfallssidan så valde AIK att plocka in forwarden, Magnus Eisenmenger, men som lämnade redan efter 6 matcher – man plockade även tillbaka backen, Arvid Henrikson från Västerviks IK. Säsongens andra derby mot Djurgården slutade i en 3–1-seger för AIK. Den 21 januari 2024 spelades ett Stockholmsderby på Hovet för första gången sedan 2014, den matchen slutade i en AIK-vinst med 0–3. AIK lånade in backen, Anton Olsson från Skellefteå AIK för att spetsa till backsidan. Dennis Good Bogg lämnade AIK under säsongen. AIK värvade en ny forward, Nick Hutchison från Västerås IK för att ersätta skadedrabbade Kristoff Kontos. Det fjärde Stockholmsderbyt slutade återigen i en 3–0 seger – och detta gjorde att AIK vann med 3–1 i matcher mot ärkerivalen, Djurgården säsongen 23/24. AIK hade andra platsen i sina händer inför den sista omgången och det krävdes minst två poäng för att säkra den. Men man förlorade efter övertid mot Almtuna och slutade till sist på en tredje placering i HockeyAllsvenska grundserien 2023/2024. Den inlånande, Anton Olsson återvände till Skellefteå AIK inför det HockeyAllsvenska slutspelet. AIK valde att möta Mora IK i en kvartsfinalserie i bäst av sju matcher. AIK vann de två första matcherna mot Mora men sedan förlorade AIK fyra raka och efter sex matcher så tog säsongen över för AIK:s del. Efter säsongen så bekräftades det att huvudtränaren, Anton Blomqvist kommer lämna AIK. Även assisterande tränaren, Fredrik Stillman lämnade sitt uppdrag efter säsongen.
Inför säsongen 2024/2025 så lämnade dessa spelare AIK, William Ignberg Nilsson, Tobias Normann, Arvid Degerstedt, Oscar Öhman, Zion Nybeck, Antoine Bibeu, Branden Troock, Ole Einar Engeland Andersen, Richard Gynge, Mathew Maione, Nick Hutchison, Arvid Henrikson, Jake McGrew och Kristoff Kontos. Nyförvärven inför säsongen 2024/2025 var forwarden Daniel Ljungman från Nybro Vikings IF,  målvakten Victor Brattström från BIK Karlskoga, forwarden Oliver Tärnström från Brynäs IF, forwarden Jesper Emanuelsson från Karlskrona HK, backen Macoy Erkamps från Västerviks IK, forwarden Scott Pooley från IF Björklöven, målvakten Jonathan Stålberg från Kalmar HC, backen Simon Åkerström från Tingsryds AIF och forwarden Lukas Zetterberg från Energie Karlovy Vary, forwarden Jordy Bellerive från Syracuse Crunch samt plockade man upp Theo Hårdstam från juniorakademin. AIK:s nya huvudtränare presenterades den 16 april 2024, och det var den meriterade, Markus Åkerblom. Ny assisterande tränare bredvid Åkerblom, blev Niklas Andersson från juniorakademi. Den 27 maj 2024 meddelade AIK att målvaktstränaren, Christopher Heino-Lindberg lämnar AIK efter fem år i klubben – samma dag presenterades Alexander Hamberg som ny målvaktstränare för A-laget. Den 29 maj 2024 presenterades, den andre assisterande tränare i staben och det var rutinerade, Fredrik Hallberg. Säsongens första Stockholmsderby mot Djurgården slutade med en seger för AIK med 4–2. På grund av skadeproblem i laget så valde AIK att låna in forwarden, Albert Sjöberg från Malmö Redhawks samt lånade man in backen, Albin Sundin från Frölunda HC. Under säsongen så bekräftade AIK den 26 november, 2024 att backen, Hampus Falk lämnar klubben – motivering var att Falk inte fick den speltid han ville ha och behöver. Den 02 december, 2024 så valde AIK att sparka huvudtränaren, Markus Åkerblom efter en tid av dåliga resultat. Samma dag presenterades att nygamle, Roger Melin tar över huvudansvaret för AIK. Säsongens andra Stockholmsderby slutade i förlust för AIK borta mot Djurgården med 4–1.Säsongens tredje derby mot Djurgården vann AIK med 1–4 på bortaplan. Den 29 januari, 2025 meddelade AIK att Niklas Persson får lämna sitt uppdrag som sportchef efter att hans kontrakt löper ut. Ersättaren till Persson blev den meriterande Lasse Johansson. Säsongens fjärde Stockholmsderby i grundserien slutade med 8–4 i seger till AIK. Den 14 februari 2025 meddelade AIK att man lånar in backen Viggo Gustafsson från HV71. AIK tangerade HockeyAllsvenskans längsta segersvit på 16 raka vinster, det historiska rekordet skulle stoppas när AIK förlorade hemma mot Östersund med 2–3. AIK slutade till slut på en stark 5:e placering i grundserien efter en stark uppryckning under Roger Melins ledning.   
AIK fick möta Björklöven i slutspelet och laget fick en svår start när Björklöven ledde med 3–1 i matcher, men AIK gjorde en stark vändning och vann matchserien med 3–4 i matcher. AIK mötte Karlskoga i en semifinal och AIK lyckades vinna matchserien med 4–2 i matcher och var därmed klara för final i HockeyAllsvenskan 2024/2025. AIK mötte Djurgården i en HockeyAllsvensk final och där gick Djurgården segrade med 4–1 i matcher.    
AIK:s första värvning inför säsongen 2025/2026 är William Pethrus från Mora IK. Den andra värvningen presenterades dagen efter den första och det var Christopher Bengtsson från finska HPK. Den 17 maj 2025 stod det klart att Gustav Sjöqvist tog klivet upp till A-laget från juniorakademin. Den 20 maj meddelade AIK att Lukas Zetterberg lämnar klubben efter en säsong. Den 21 maj tog AIK in Pär Mårts som Mentorcoach. Den 23 maj stod det klart att Macoy Erkamps och Jordy Bellerive lämnar AIK efter en säsong. Även Jonathan Stålberg lämnade AIK efter endast en säsong, samt lånet Albert Sjöberg lämnar AIK. Nästa spelare att lämna AIK var Gerry Fitzgerald och det offentliggjordes den 5 juni 2025. AIK valde att förlänga lånet med Viggo Gustafsson från HV71 till ett säsongslån. Den 12 juni 2025 stod det klart att assisterande tränaren Fredrik Hallberg blir ny huvudtränare och att man plockar in Richard Gynge som Team Advisor. AIK:s tredje nyförvärv blev den rutinerade och rejäla forwarden Ludwig Blomstrand från Nybro Vikings. Den 25 juni 2025 meddelade AIK att målvakten Simon Carlsson och forwarden Borna Kopac tar steget upp till A-laget från juniorakademin. Den 26 juni 2025 presenterades den kanadensiska backen Jack York för AIK. Den 2 juli presenterade AIK sin andra assisterande tränare vid namn Mattias Persson Ulvegård som kommer ifrån division 4 laget, Brinkens IF. Den 22 juli 2025 stod det klart att backen Tom Hedberg lämnar AIK. Den 1 augusti 2025 meddelade AIK att man värvar forwarden John Dahlström. Den 12 augusti 2025 meddelade AIK att backen Eric Norin lämnar klubben. AIK värvade den rutinerade backen Anders Grönlund den 15 augusti 2025. 

## Truppen
(L) – Inlånad spelare
| Nr        | Pos   | Spelare               | Land      | S/H | Födelsedatum      | Längd  | Vikt   | Födelseort |
| --------- | ----- | --------------------- | --------- | --- | ----------------- | ------ | ------ | ---------- |
| Målvakter |       |                       |           |     |                   |        |        |            |
| 30        | MV    | Victor Brattström     | Sverige   | L   | 22 mars 1997      | 193 cm | 91 kg  | Göteborg   |
| 31        | MV    | Simon Carlsson        | Sverige   | L   | 28 juli 2005      | 188 cm | 83 kg  | Stockholm  |
| Backar    |       |                       |           |     |                   |        |        |            |
| -         | D     | Jack York             | Kanada    | R   | 17 september 2000 | 182 cm | 88 kg  | Kanata     |
| 7         | D     | Filip Windlert        | Sverige   | L   | 24 januari 1993   | 183 cm | 91 kg  | Bålsta     |
| 15        | D     | Anders Grönlund       | Sverige   | L   | 3 januari 1989    | 186 cm | 89 kg  | Piteå      |
| 33        | D     | William Pethrus       | Sverige   | R   | 28 september 1997 | 187 cm | 83 kg  | Mariestad  |
| 55        | D     | Viggo Gustafsson (L)  | Sverige   | L   | 11 september 2006 | 188 cm | 88 kg  | Väckelsång |
| 57        | D     | Alfred Barklund       | Sverige   | L   | 21 oktober 2000   | 189 cm | 91 kg  | Stockholm  |
| 62        | D     | Simon Åkerström       | Sverige   | L   | 10 juli 1995      | 191 cm | 90 kg  | Boden      |
| 66        | D     | Gustav Sjöqvist       | Sverige   | L   | 24 februari 2006  | 191 cm | 94 kg  | Stockholm  |
| Forwards  |       |                       |           |     |                   |        |        |            |
| -         | C/LW  | Christopher Bengtsson | Sverige   | L   | 19 oktober 1993   | 180 cm | 85 kg  | Stockholm  |
| 12        | RW    | Scott Pooley          | USA       | R   | 28 mars 1994      | 188 cm | 91 kg  | Granger    |
| 13        | RW    | Borna Kopač           | Slovenien | L   | 29 juli 2005      | 178 cm | 78 kg  | Ljublijana |
| 14        | W     | Jesper Emanuelsson    | Sverige   | L   | 22 maj 2000       | 183 cm | 84 kg  | -          |
| 19        | C/LW  | Daniel Muzito Bagenda | Sverige   | L   | 16 juni 1996      | 185 cm | 90 kg  | Umeå       |
| 20        | RW    | Rasmus Rudslätt       | Sverige   | R   | 1 juni 2004       | 182 cm | 82 kg  | Stockholm  |
| 23        | C     | Oliver Tärnström      | Sverige   | L   | 30 augusti 2002   | 183 cm | 72 kg  | Stockholm  |
| 25        | RW    | Theo Hårdstam         | Sverige   | L   | 14 april 2004     | 181 cm | 78 kg  | -          |
| 26        | C/RW  | Oscar Nord            | Sverige   | L   | 6 november 1996   | 191 cm | 88 kg  | Stockholm  |
| 27        | C     | Christoffer Björk     | Sverige   | L   | 16 oktober 1999   | 181 cm | 80 kg  | Umeå       |
| 29        | C/RW  | Daniel Ljungman       | Sverige   | L   | 3 april 2002      | 184 cm | 80 kg  | Uppsala    |
| 58        | C/RW  | Oskar Magnusson       | Sverige   | L   | 31 januari 2002   | 179 cm | 75 kg  | Trelleborg |
| 65        | LW    | Ludwig Blomstrand     | Sverige   | L   | 8 mars 1993       | 188 cm | 102 kg | Uppsala    |
| 71        | LW/RW | John Dahlström        | Sverige   | L   | 22 januari 1997   | 186 cm | 88 kg  | Kungsbacka |

### Ledarstaben
| Position             | Namn                     |
| -------------------- | ------------------------ |
| Sportchef            | Lasse Johansson          |
| Huvudtränare         | Fredrik Hallberg         |
| Assisterande tränare | Niklas Andersson         |
| Assisterande tränare | Mattias Persson Ulvegård |
| Målvaktstränare      | Alexander Hamberg        |
| Team Advisor         | Richard Gynge            |
| Mentorcoach          | Pär Mårts                |
| Materialansvarig     | Thomas Kratz             |
| Materialassistent    | Lars Åberg               |

## Spelplatser
AIK har spelat på många olika ställen. Främst har Hovet använts och den används även idag för AIK:s hemmamatcher i Hockeyallsvenskan. Publikkapacitet är 8094 personer. AIK har dock tidigare spelat i Avicii Arena (Globen) som tar 13 850 åskådare vid fullsatt.
AIK:s tre högsta publiksiffror är: 17098 mot Djurgårdens IF i SM-serien den 21 januari 1962, 14655 mot Västra Frölunda IF i SM-serien den 27 januari 1963 och 14197 mot Brynäs IF i SM-serien den 14 januari 1965.

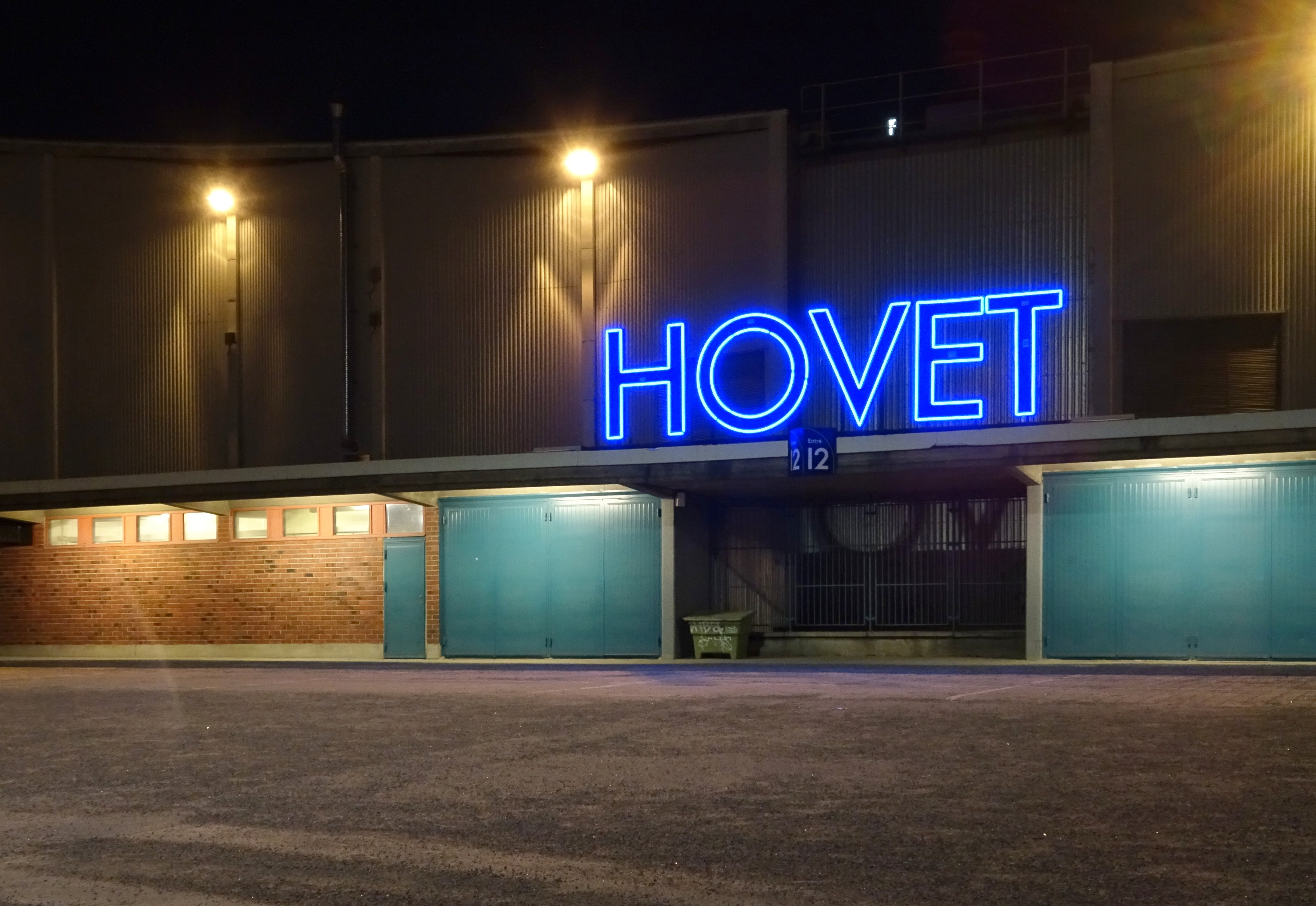
Utanför Hovet, i februari 2019.

## "Tröjor i taket"
- Nr 1 - Leif Holmqvist
- Nr 2 - Mats Thelin
- Nr 5 - Bert-Ola Nordlander
- Nr 10 - Rolf Råttan Edberg
- Nr 11 - Peter Gradin
- Nr 18 - Leif Holmgren
- Nr 22 - Ulf Nilsson
- Nr 33 - David Engblom

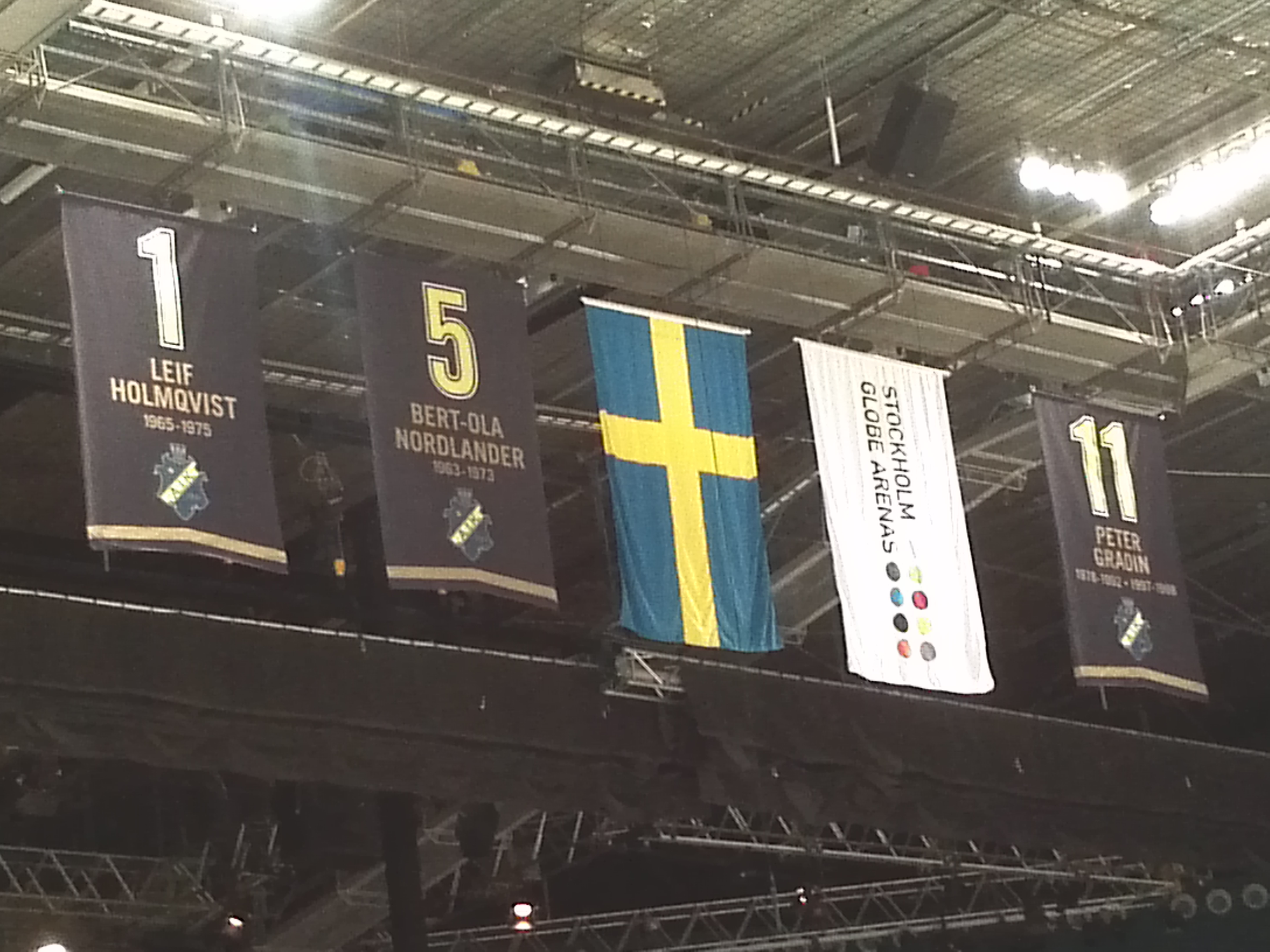
Banderoller med kända spelares namn.

- Roger Andersson (materialförvaltare)

## Säsonger
| Säsong                                  | Division             | Placering | SM/Kval                                                                      |
| --------------------------------------- | -------------------- | --------- | ---------------------------------------------------------------------------- |
| 1922                                    | Träningsserien       | 1         | SM: Utslagna av Djurgården i kvartsfinalen                                   |
| 1923–24 hade AIK ingen ishockeysektion. |                      |           |                                                                              |
| 1925                                    | Klass I              | 8         |                                                                              |
| 1926                                    | Klass II A           | 2         | SM: Utslagna av Södertälje i första omgången                                 |
| 1927                                    | Klass II             | 4         |                                                                              |
| 1927/1928                               | Klass II             | 1         | uppflyttade                                                                  |
| 1928/1929                               | Klass I              | 4         |                                                                              |
| 1929/1930                               | Klass I              | 1         | uppflyttadeSM: Förlorar mot IK Göta i finalen, SM-silver                     |
| 1930/1931                               | Elitserien           | 5         | SM: Utslagna av Södertälje i semifinalen                                     |
| 1931/1932                               | Elitserien           | 1         | SM: Utslagna av Södertälje i semifinalen                                     |
| 1932/1933                               | Elitserien           | 2         | SM: Utslagna av IK Göta i semifinalen                                        |
| 1933/1934                               | Elitserien           | 2         | SM: Besegrar Hammarby i finalen, SM-guld                                     |
| 1934/1935                               | Elitserien           | 2         | SM: Besegrar Hammarby i finalen, SM-guld                                     |
| 1935/1936                               | Svenska serien       | 1         | SM: Förlorar mot Hammarby i finalen, SM-silver                               |
| 1936/1937                               | Svenska serien       | 1         | SM: Utslagna av Södertälje i semifinalen                                     |
| 1937/1938                               | Svenska serien       | 1         | SM: Besegrar Hammarby i finalen, SM-guld                                     |
| 1938/1939                               | Svenska serien       | 4         |                                                                              |
| 1939/1940                               | Svenska serien       | 2         | SM: Förlorar mot IK Göta i finalen, SM-silver                                |
| 1940/1941                               | Svenska serien       | 4         | SM: Utslagna av Södertälje i semifinalen                                     |
| 1941/1942                               | Svenska serien       | 5         | SM: Utslagna av Hammarby i semifinalen                                       |
| 1942/1943                               | Svenska serien       | 2         | SM: Utslagna av IK Göta i semifinalen                                        |
| 1943/1944                               | Svenska serien       | 2         | SM: Utslagna av Södertälje i första omgången                                 |
| 1944/1945                               | Division I Norra     | 2         | SM: Utslagna av Södertälje i semifinalen                                     |
| 1945/1946                               | Division I Norra     | 2         | SM: Besegrar Södertälje i finalen, SM-guld                                   |
| 1946/1947                               | Division I Norra     | 2         | SM: Besegrar IK Göta i finalen, SM-guld                                      |
| 1947/1948                               | Division I Norra     | 2         | SM: Utslagna av IK Göta i semifinalen                                        |
| 1948/1949                               | Division I Norra     | 3         |                                                                              |
| 1949/1950                               | Division I Norra     | 3         | SM: Utslagna av Hammarby i kvartsfinalen                                     |
| 1950/1951                               | Division I Norra     | 1         | Seriefinal: Förlorar mot Djurgården SM: Utslagna av Södertälje i semifinalen |
| 1951/1952                               | Division I Norra     | 3         |                                                                              |
| 1952/1953                               | Division I Norra     | 5         | nerflyttade                                                                  |
| 1953/1954                               | Division II Östra    | 1         | uppflyttade                                                                  |
| 1954/1955                               | Division I Norra     | 6         | nerflyttade                                                                  |
| 1955/1956                               | Division II Östra A  | 2         |                                                                              |
| 1956/1957                               | Division II Västra A | 3         |                                                                              |
| 1957/1958                               | Division II Västra A | 1         | 1:a i kvalgrupp 2, uppflyttade                                               |
| 1958/1959                               | Division I Norra     | 7         | nerflyttade                                                                  |
| 1959/1960                               | Division II Östra B  | 1         | 1:a i kvalserien, uppflyttade                                                |
| 1960/1961                               | Division I Norra     | 6         |                                                                              |
| 1961/1962                               | Division I Norra     | 1         | 7:a i Svenska mästerskapsserien                                              |
| 1962/1963                               | Division I Norra     | 3         | 7:a i Svenska mästerskapsserien                                              |
| 1963/1964                               | Division I Norra     | 5         | 2:a i kvalificeringsserien                                                   |
| 1964/1965                               | Division I Norra     | 4         | 3:a i Svenska mästerskapsserien                                              |
| 1965/1966                               | Division I Södra     | 1         | SM: Utslagna av Djurgården                                                   |
| 1966/1967                               | Division I Norra     | 6         |                                                                              |
| 1967/1968                               | Division I Norra     | 2         | 2:a i Svenska mästerskapsserien, SM-silver                                   |
| 1968/1969                               | Division I Norra     | 1         | 4:a i Svenska mästerskapsserien                                              |
| 1969/1970                               | Division I Södra     | 1         | 5:a i Svenska mästerskapsserien                                              |
| 1970/1971                               | Division I Södra     | 1         | 6:a i Svenska mästerskapsserien                                              |
| 1971/1972                               | Division I Södra     | 4         | 8:a i Svenska mästerskapsserien                                              |
| 1972/1973                               | Division I Södra     | 3         | 6:a i Svenska mästerskapsserien                                              |
| 1973/1974                               | Division I Södra     | 3         | 6:a i Svenska mästerskapsserien                                              |
| 1974/1975                               | Division I           | 8         |                                                                              |

| Säsong    | Division          | Placering | Vårserie/Slutspel                              | Playoff/Kval/Final                                          |
| --------- | ----------------- | --------- | ---------------------------------------------- | ----------------------------------------------------------- |
| 1975/1976 | Elitserien        | 8         |                                                |                                                             |
| 1976/1977 | Elitserien        | 5         |                                                |                                                             |
| 1977/1978 | Elitserien        | 3         | SM: Besegrar Brynäs                            | SM-final: Förlorar mot Skellefteå, SM-silver                |
| 1978/1979 | Elitserien        | 8         |                                                |                                                             |
| 1979/1980 | Elitserien        | 5         |                                                |                                                             |
| 1980/1981 | Elitserien        | 2         | SM: Besegrar Västra Frölunda                   | SM-final: Förlorar mot Färjestad, SM-silver                 |
| 1981/1982 | Elitserien        | 3         | SM: Besegrar Färjestad                         | SM-final: Besegrar Björklöven, SM-guld                      |
| 1982/1983 | Elitserien        | 3         | SM: Utslagna av Färjestad                      |                                                             |
| 1983/1984 | Elitserien        | 1         | SM: Besegrar Södertälje                        | SM-final: Besegrar Djurgården, SM-guld                      |
| 1984/1985 | Elitserien        | 8         |                                                |                                                             |
| 1985/1986 | Elitserien        | 10        |                                                | nerflyttade                                                 |
| 1986/1987 | Division I Västra | 1         | 1:a i Allsvenskan                              | uppflyttade                                                 |
| 1987/1988 | Elitserien        | 8         | SM: Besegrar Djurgården, utslagna av Färjestad |                                                             |
| 1988/1989 | Elitserien        | 7         | SM: Utslagna av Djurgården                     |                                                             |
| 1989/1990 | Elitserien        | 8         | SM: Utslagna av Färjestad                      |                                                             |
| 1990/1991 | Elitserien        | 9         |                                                |                                                             |
| 1991/1992 | Elitserien        | 7         | SM: Utslagna av Malmö                          |                                                             |
| 1992/1993 | Elitserien        | 12        | 4:a i Allsvenskan                              | Utslagna av Hammarby i playoff, nerflyttade                 |
| 1993/1994 | Division I Östra  | 1         | 3:a i Allsvenskan                              | Besegrar Skellefteå i playoff 1:a i kvalserien, uppflyttade |
| 1994/1995 | Elitserien        | 9         |                                                |                                                             |
| 1995/1996 | Elitserien        | 9         |                                                |                                                             |
| 1996/1997 | Elitserien        | 5         | SM: Besegrar Djurgården, utslagna av Luleå     |                                                             |
| 1997/1998 | Elitserien        | 11        |                                                | 1:a i kvalserien                                            |
| 1998/1999 | Elitserien        | 10        |                                                |                                                             |
| 1999/2000 | Elitserien        | 9         |                                                |                                                             |
| 2000/2001 | Elitserien        | 7         | SM: Utslagna av Djurgården                     |                                                             |
| 2001/2002 | Elitserien        | 11        |                                                | 3:a i Kvalserien, nerflyttade                               |
| 2002/2003 | Allsvenskan Norra | 4         | Playoff: Besegrar Sundsvall och Björklöven     | 4:a i Kvalserien                                            |
| 2003/2004 | Allsvenskan Norra | 4         | Playoff: Besegrar Nyköping, och Bofors         | 5:a i Kvalserien, tvångsnedflyttade                         |
| 2004/2005 | Division 1 Östra  | 1         |                                                | 1:a i Södra kvalserien, uppflyttade                         |
| 2005/2006 | Hockeyallsvenskan | 6         |                                                |                                                             |
| 2006/2007 | Hockeyallsvenskan | 9         |                                                |                                                             |
| 2007/2008 | Hockeyallsvenskan | 10        |                                                |                                                             |
| 2008/2009 | Hockeyallsvenskan | 2         |                                                | 3:a i Kvalserien                                            |
| 2009/2010 | Hockeyallsvenskan | 2         |                                                | 2:a i Kvalserien, uppflyttade                               |
| 2010/2011 | Elitserien        | 8         | SM: Besegrar HV71, utslagna av Färjestad       |                                                             |
| 2011/2012 | Elitserien        | 7         | SM: Besegrar Luleå, utslagna av Skellefteå     |                                                             |
| 2012/2013 | Elitserien        | 9         |                                                |                                                             |
| 2013/2014 | SHL               | 12        |                                                | 5:a i Kvalserien, nerflyttade                               |
| 2014/2015 | Hockeyallsvenskan | 13        |                                                | 1:a i kvalserien till Hockeyallsvenskan                     |
| 2015/2016 | Hockeyallsvenskan | 1         | Finalen: Besegrar Tingsryd                     | Direktkval: Utslagna av Karlskrona                          |
| 2016/2017 | Hockeyallsvenskan | 5         | 1:a i slutspelsserien                          | Playoff: Utslagna av Karlskoga                              |
| 2017/2018 | Hockeyallsvenskan | 3         | 4:a i slutspelsserien                          |                                                             |
| 2018/2019 | Hockeyallsvenskan | 1         | Finalen: Förlorar mot Oskarshamn               | Playoff: Utslagna av Leksand                                |
| 2019/2020 | Hockeyallsvenskan | 14        |                                                | Kvalserien inställd.                                        |
| 2020/2021 | Hockeyallsvenskan | 9         |                                                | Slutspel: Utslagna av Timrå                                 |
| 2021/2022 | Hockeyallsvenskan | 9         |                                                | Slutspel: Utslagna av Västervik                             |
| 2022/2023 | Hockeyallsvenskan | 10        |                                                | Slutspel: Utslagna av Modo Hockey                           |
| 2023/2024 | Hockeyallsvenskan | 3         |                                                | Slutspel: Utslagna av Mora IK                               |
| 2024/2025 | Hockeyallsvenskan | 5         |                                                | Slutspel: Utslagna av Djurgården                            |

Anmärkningar
1. ↑  AIK blev inte beviljade allsvensk licens, utan tvångsnedflyttades till division 1.
2. ↑  Svenska Ishockeyförbundet beslutade den 15 mars 2020 att ställa in alla slutspel och kvalspel på grund av Coronapandemin. Inget lag flyttades därför upp eller ned från eller till Hockeyallsvenskan.[85]

### Tryckt källa
- Projektgrupp Urban Dahlberg (1991). Allmänna idrottsklubben 100 år : 1891-1991 : idrottshistoria med guldkant. Informationsförlaget. ISBN 91-7736-253-5.

### Fotnoter
1. ↑  ”AIK Media”. AIK. Arkiverad från originalet den 19 november 2010. https://web.archive.org/web/20101119122030/http://aik.se/klubben/media.html. Läst 23 januari 2011.
2. ↑  AIK, Historik - Ishockey Arkiverad 10 maj 2008 hämtat från the Wayback Machine., www.aik.se, läst 24 april 2008
3. 1 2 3 4 5 6  Tommy Bäckman och Stefan Mellerborg, 2007-03-26, AIK:s placeringar i serie- och SM-spel Arkiverad 12 november 2007 hämtat från the Wayback Machine., www.aik.se, läst 2007-04-24
4. ↑  Anders Pemer, Elitserien 1983/84 Arkiverad 16 juli 2011 hämtat från the Wayback Machine., www.svenskhockey.com, läst 24 april 2008
5. ↑  Tommy Bäckman, 2005-11-16, År för år: 1921/22 Arkiverad 24 februari 2007 hämtat från the Wayback Machine., www.aik.se, läst 2008-04-24
6. ↑  Tommy Bäckman, 2005-09-21, År för år: 1922/23 Arkiverad 7 mars 2012 hämtat från the Wayback Machine., www.aik.se, läst 2008-04-24
7. ↑  Tommy Bäckman, 2005-10-05, År för år: 1924/25 Arkiverad 8 juni 2009 hämtat från the Wayback Machine., www.aik.se, läst 2008-04-24
8. ↑  Tommy Bäckman, 2005-11-17, År för år: 1930/31 Arkiverad 7 mars 2012 hämtat från the Wayback Machine., www.aik.se, läst 2008-04-24
9. ↑  Tommy Bäckman, 2005-11-23, År för år: 1931/32 Arkiverad 13 december 2010 hämtat från the Wayback Machine., www.aik.se, läst 2008-04-24
10. ↑  Tommy Bäckman, 7 december 2005, År för år: 1933/34 Arkiverad 7 mars 2012 hämtat från the Wayback Machine., www.aik.se, läst 2008-04-24
11. ↑  Tommy Bäckman, 2005-12-14, År för år: 1934/35 Arkiverad 7 mars 2012 hämtat från the Wayback Machine., www.aik.se, läst 2008-04-24
12. ↑  Tommy Bäckman, 2005-12-21, År för år: 1935/36 Arkiverad 7 mars 2012 hämtat från the Wayback Machine., www.aik.se, läst 2008-04-24
13. ↑  Tommy Bäckman, 2006-01-04, År för år: 1937/38 Arkiverad 7 mars 2012 hämtat från the Wayback Machine., www.aik.se, läst 2008-04-25
14. ↑  Tommy Bäckman, 2006-11-18, År för år: 1939/40 Arkiverad 7 mars 2012 hämtat från the Wayback Machine., www.aik.se, läst 2008-04-25
15. ↑  Tommy Bäckman, 2006-02-22, År för år: 1944/45 Arkiverad 7 mars 2012 hämtat från the Wayback Machine., www.aik.se, läst 2008-04-25
16. ↑  Anders Pemer, Elitserien 1977/78 Arkiverad 29 september 2013 hämtat från the Wayback Machine., www.svenskhockey.com, läst 25 april 2008
17. ↑  Anders Pemer, Elitserien 1980/81 Arkiverad 16 juli 2011 hämtat från the Wayback Machine., www.svenskhockey.com, läst 25 april 2008
18. ↑  Anders Pemer, Elitserien 1981/82 Arkiverad 16 juli 2011 hämtat från the Wayback Machine., www.svenskhockey.com, läst 2008-04-25
19. ↑  Anders Pemer, Elitserien 1982/83 Arkiverad 16 juli 2011 hämtat från the Wayback Machine., www.svenskhockey.com, läst 2008-04-25
20. ↑  Anders Pemer, Elitserien 1983/84 Arkiverad 16 juli 2011 hämtat från the Wayback Machine., www.svenskhockey.com, läst 2008-04-25
21. ↑  Anders Pemer, Elitserien 1984/85 Arkiverad 16 juli 2011 hämtat från the Wayback Machine., www.svenskhockey.com, läst 2008-04-25
22. ↑  Anders Pemer, Elitserien 1985/86 Arkiverad 16 juli 2011 hämtat från the Wayback Machine., www.svenskhockey.com, läst 2008-04-25
23. ↑  Anders Pemer, Elitserien 1986/87 Arkiverad 16 juli 2011 hämtat från the Wayback Machine., www.svenskhockey.com, läst 2008-04-25
24. ↑  Anders Pemer, Elitserien 1987/88 Arkiverad 16 juli 2011 hämtat från the Wayback Machine., www.svenskhockey.com, läst 2008-04-25
25. ↑  Anders Pemer, Elitserien 1988/89 Arkiverad 9 mars 2011 hämtat från the Wayback Machine., www.svenskhockey.com, läst 2008-04-25
26. ↑  Anders Pemer, Elitserien 1989/90 Arkiverad 29 september 2013 hämtat från the Wayback Machine., www.svenskhockey.com, läst 2008-04-25
27. ↑  Anders Pemer, Elitserien 1990/91 Arkiverad 29 september 2013 hämtat från the Wayback Machine., www.svenskhockey.com, läst 2008-04-25
28. ↑  Anders Pemer, Elitserien 1992/93 Arkiverad 16 juli 2011 hämtat från the Wayback Machine., www.svenskhockey.com, läst 2008-04-25
29. ↑  Anders Pemer, Allsvenskan 1992/93 Arkiverad 16 juli 2011 hämtat från the Wayback Machine., www.svenskhockey.com, läst 2008-04-25
30. ↑  Anders Pemer, Playoff 1993 Arkiverad 18 mars 2014 hämtat från the Wayback Machine., www.svenskhockey.com, läst 2008-04-25
31. ↑  Anders Pemer, Division I östra 1993/94 Arkiverad 18 september 2010 hämtat från the Wayback Machine., www.svenskhockey.com, läst 2008-04-25
32. ↑  Anders Pemer, Allsvenskan 1993/94 Arkiverad 17 mars 2014 hämtat från the Wayback Machine., www.svenskhockey.com, läst 2008-04-25
33. ↑  Anders Pemer, Playoff 1994 Arkiverad 17 mars 2014 hämtat från the Wayback Machine., www.svenskhockey.com, läst 2008-04-24
34. ↑  Anders Pemer, Kvalserien 1994 Arkiverad 17 mars 2014 hämtat från the Wayback Machine., www.svenskhockey.com, läst 2008-04-25
35. ↑  Anders Pemer, Elitserien 1994/95 Arkiverad 16 juli 2011 hämtat från the Wayback Machine., www.svenskhockey.com, läst 2008-04-25
36. ↑  Anders Pemer, Elitserien 1995/96 Arkiverad 16 juli 2011 hämtat från the Wayback Machine., www.svenskhockey.com, läst 2008-04-25
37. ↑  Anders Pemer, Elitserien 1996/97 Arkiverad 16 juli 2011 hämtat från the Wayback Machine., www.svenskhockey.com, läst 2008-04-25
38. ↑  Anders Pemer, Elitserien 1997/98 Arkiverad 14 mars 2012 hämtat från the Wayback Machine., www.svenskhockey.com, läst 2008-04-25
39. ↑  Anders Pemer, Kvalserien 1998 Arkiverad 16 juli 2011 hämtat från the Wayback Machine., www.svenskhockey.com, läst 2008-04-25
40. ↑  Anders Pemer, Elitserien 1998/99 Arkiverad 16 juli 2011 hämtat från the Wayback Machine., www.svenskhockey.com, läst 2008-04-25
41. ↑  Anders Pemer, Elitserien 1999/2000 Arkiverad 16 juli 2011 hämtat från the Wayback Machine., www.svenskhockey.com, läst 2008-04-25
42. ↑  AIK, Matchreferat och fakta - 2000/01 Arkiverad 7 mars 2012 hämtat från the Wayback Machine., www.aik.se, läst 2008-04-17
43. ↑  AIK, Matchreferat och fakta - 2001/02 Arkiverad 30 augusti 2010 hämtat från the Wayback Machine., www.aik.se, läst 2008-04-17
44. ↑  AIK, Matchreferat och fakta - Säsongen 2002/2003 Arkiverad 30 augusti 2010 hämtat från the Wayback Machine., www.aik.se, läst 2008-04-25
45. ↑  AIK, Matchreferat och fakta - Säsongen 2003/2004 Arkiverad 24 oktober 2010 hämtat från the Wayback Machine., www.aik.se, läst 2008-04-25
46. ↑  AIK, Matchreferat och fakta - Säsongen 2004/2005 Arkiverad 22 augusti 2010 hämtat från the Wayback Machine., www.aik.se, läst 2008-04-25
47. ↑  AIK, Matchreferat och fakta - Säsongen 2005/2006 Arkiverad 12 november 2007 hämtat från the Wayback Machine., www.aik.se, läst 2008-04-25
48. ↑  AIK, Matchreferat och fakta - Säsongen 2006/2007 Arkiverad 20 april 2008 hämtat från the Wayback Machine., www.aik.se, läst 2008-04-25
49. ↑  Apollonia Mälarberg, 2007-12-04, Broberg fick sparken från AIK, Nyheterna.se, läst 2008-04-25
50. ↑  AIK, Matchreferat och fakta - Säsongen 2006/2007 Arkiverad 6 april 2008 hämtat från the Wayback Machine., www.aik.se, läst 2008-04-25
51. ↑  AIK Ishockey, 2008-04-03, Roger Melin ny tränare i AIK Arkiverad 13 april 2014 hämtat från the Wayback Machine., www.aik.se, läst 2008-04-25
52. ↑  Tommy Bäckman, 2008-04-23, Dick Tärnström tillbaka i AIK! Arkiverad 20 maj 2008 hämtat från the Wayback Machine., www.aik.se, läst 2008-04-25
53. ↑  Tommy Bäckman, 2008-04-24, Christopher Heino-Lindberg tar över i AIK-kassen Arkiverad 20 maj 2008 hämtat från the Wayback Machine., www.aik.se, läst 2008-04-25
54. ↑  Tommy Bäckman, 2008-04-16, Per Savilahti-Nagander klar för AIK Arkiverad 20 april 2008 hämtat från the Wayback Machine., www.aik.se, läst 2008-04-25
55. 1 2  Sportbladet. ”In och ut i DITT lag”. Aftonbladet. http://www.aftonbladet.se/sportbladet/hockey/sverige/elitserien/article7050361.ab. Läst 19 maj 2010.
56. 1 2  ”SILLY SEASON 2010: Timrå och AIK värvar - Färjestad-ikonen återvänder”. Hockeykanalen. http://www.hockeykanalen.se/1.1579674/2010/05/11/silly_season_2010_larsson_till_timra. Läst 19 maj 2010.
57. 1 2  Redaktionen på Hockeyligan.se. ”Läget i lagen inför 2010/2011”. Hockeyligan. Arkiverad från originalet den 18 april 2013. https://archive.is/20130418075809/http://www.hockeyligan.se/index.php?article=5056&lang=sv. Läst 19 maj 2010.
58. ↑  ”Peter Nordström ny tränare för AIK”. aikhockey.se. http://www.aikhockey.se/artikel/59956/. Läst 17 februari 2015.
59. ↑  ”Patrik Klüft anställs som assisterande tränare!”. https://www.aikhockey.se/artikel/bre7aio0b-1bbi1/. Läst 28 december 2016.
60. ↑  http://www.expressen.se/sport/hockey/hockeyallsvenskan/patrik-kluft-hoppar-av-tranarjobbet-i-aik/
61. ↑  http://www.aftonbladet.se/sportbladet/hockey/a/4a3o9/nionde-raka--aik-i-praktiken-klart-for-playoff
62. ↑  ”AIK till playoff efter dramatik”. http://aikhockey.se/artikel/4yndaj0a1-1bbi1/. Läst 20 mars 2017.
63. ↑  http://stats.swehockey.se/ScheduleAndResults/Overview/7841
64. ↑  http://www.aftonbladet.se/sportbladet/hockey/a/Jd2bP/karlskoga-till-shl-kval-efter-superdrama
65. ↑  ”Hemvändare förstärker AIK Hockey”. http://aikhockey.se/artikel/hkeraj0pd-1bbi1/. Läst 27 mars 2017.
66. ↑  ”AIK Hockey värvar poängstark forward”. http://aikhockey.se/artikel/5kl7aj0rt-1bbi1/. Läst 27 mars 2017.
67. ↑  ”Jonathan Andersson lämnar för SHL”. http://aikhockey.se/artikel/2cxdaj0rw-1bbi1/. Läst 27 mars 2017.
68. ↑  ”Almtuna till kval efter dramatik i slutet”. Hockeyallsvenskan. 8 mars 2019. https://www.hockeyallsvenskan.se/gamecenter/qUv-6N2PQZiSr/articles/post. Läst 5 april 2019.
69. ↑  Simon Eld (24 juli 2023). ”Antoine Bibeau skriver på för AIK”. hockeysverige.se. https://hockeysverige.se/2023/07/24/antoine-bibeau-skriver-pa-for-aik. Läst 26 juli 2023.
70. ↑  ”RICHARD GYNGE TAR ÖVER SOM LAGKAPTEN”. hockeyallsvenskan.se. https://www.aikhockey.se/article/e48arz6-1bbi1/view. Läst 11 augusti 2023.
71. ↑  Måns Karlsson (14 februari 2024). ”NSkellefteås Anton Olsson lånas ut till AIK”. hockeysverige.se. https://hockeysverige.se/2024/02/14/skellefteas-anton-olsson-lanas-ut-till-aik. Läst 14 februari 2024.
72. ↑  ”AIK vann derbyt – efter drömminuter”. www.aftonbladet.se. 16 oktober 2024. https://www.aftonbladet.se/sportbladet/hockey/a/QM90Q4/hockeyallsvenskan-aik-vann-derbyt-mot-djurgarden-pa-hovet. Läst 17 oktober 2024.
73. ↑  ”Hampus Falk lämnar”. www.aikhockey.se. https://www.aikhockey.se/article/wvdasnj-1bbi1/view. Läst 26 november 2024.
74. ↑  ”Roger Melin ny huvudtränare för AIK Hockey”. www.aikhockey.se. https://www.aikhockey.se/article/8ynasnv-1bbi1/view?fbclid=IwY2xjawG8JV5leHRuA2FlbQIxMQABHfucMHmIPeEaylHMyhSeLndLilGYRE29fCkxUGoDwtlQJXlfO7ZgXm-j5Q_aem_jhOk3PdRjUzO-lJ7Wv2-yg. Läst 3 december 2024.
75. ↑  ”Fyra (!) matchstraff i heta Stockholmsderbyt”. www.aftonbladet.se. 11 december 2024. https://www.aftonbladet.se/sportbladet/hockey/a/RzEkr8/matchstraff-for-aik-s-christoffer-bjork-mot-djurgarden. Läst 27 december 2024.
76. ↑  ”AIK vann derbyt mot Djurgården”. www.aftonbladet.se. 15 januari 2025. https://www.aftonbladet.se/sportbladet/hockey/a/mPaW3p/hockeyallsvenskan-aik-sankte-djurgarden-i-derbyt. Läst 16 januari 2025.
77. ↑  ”Lasse Johansson ny sportchef för AIK Hockey”. www.aikhockey.se. https://www.aikhockey.se/article/rd1asqu-1bbi1/view. Läst 29 januari 2025.
78. ↑  ”SHL-drömmen lever – AIK slog ut Björklöven”. www.aftonbladet.se. 29 mars 2025. https://www.aftonbladet.se/sportbladet/hockey/a/0V7qM2/hockeyallsvenskan-drommen-om-shl-lever-for. Läst 29 mars 2025.
79. ↑  ”Välkommen till AIK, William!”. www.aikhockey.se. https://www.aikhockey.se/article/w1yasw7-1bbi1/view. Läst 14 maj 2025.
80. ↑  AIK Ishockey, 2007, Hovet Arkiverad 10 mars 2008 hämtat från the Wayback Machine., www.aik.se, läst 2008-04-25
81. ↑  AIK Ishockey, 2006, Globen Arkiverad 12 mars 2008 hämtat från the Wayback Machine., www.aik.se, läst 2008-04-25
82. ↑  ”AIK:s herrishockey 1921-2010”. AIK. Arkiverad från originalet den 22 oktober 2011. https://web.archive.org/web/20111022084552/http://www.aik.se/ishockey/historik/fakta-herrar.html. Läst 13 januari 2012.
83. 1 2  ”Starten 1921-1933”. AIK Hockey. https://www.aikhockey.se/artikel/1g86ajdac-1bbi1/starten-1921-1933. Läst 10 oktober 2021.
84. 1 2 3  Stark Janne, Andersson Hasse, red (1997). Svensk ishockey 75 år: ett jubileumsverk i samband med Svenska ishockeyförbundets 75-årsjubileum. "2". Vällingby: Strömberg/Brunnhage. sid. 162–163. Libris 2510994. ISBN 91-86184-49-0
85. ↑  Emma Spennare (13 mars 2020). ”Senaste informationen för svensk ishockey med anledning av Coronaviruset”. Svenska ishockeyförbundet. https://www.swehockey.se/Nyheter/nyheterfransvenskaishockeyforbundet/2020/Mars2020/senasteinformationenforsvenskishockeymedanledningavcoronaviruset/. Läst 22 mars 2020.